# Brouzet-lès-Alès
Brouzet-lès-Alès este o comună în departamentul Gard din sudul Franței. În 2009 avea o populație de 601 de locuitori.

## Evoluția populației
| An        | 1975 | 1982 | 1990 | 1999 | 2006 | 2009 |
| --------- | ---- | ---- | ---- | ---- | ---- | ---- |
| Populație | 343  | 348  | 392  | 436  | 555  | 601  |